# Schwarzwaldliebe
Schwarzwaldliebe ist ein deutscher Fernsehfilm aus dem Jahre 2009. Er wurde erstmals im Ersten am 9. Oktober 2009 ausgestrahlt.

## Handlung
Elisabeth von Holbach arbeitet als erfolgreiche Juristin in der Kanzlei ihres Vaters. Sie ist in einer Beziehung mit einem ihrer Kollegen, aber nicht glücklich damit.
Die Kanzlei wurde mit dem Ankauf der Flächen für die Motorsport-Rennstrecke Schwarzwaldring beauftragt. Nur Karl Lindner will nicht verkaufen. Daher überwindet Elisabeth ihre Angst vor Kühen und will Karl überzeugen. Sie trifft ihn erstmals, als sie mit ihrem Auto steckenbleibt. Er zieht sie dann mit seinem Traktor heraus und bringt sie auf seinen Hof. Sie hilft auf dem Hof mit, sagt, dass sie für die EU arbeitet, und ist auch Karls Eltern, Franz und Gertrude, sympathisch. Sie verbringen eine schöne Zeit zusammen. Gleichzeitig kauft sie aber den Kredit auf, der auf dem Hof lastet.
Von der gemeinsamen Zeit mit Karl ist Elisabeth schwanger. Gertrude hat es gleich erkannt. Karl braucht etwas Zeit, um mit der Situation klarzukommen.

## Produktion
Der Film wurde 2007 von Ziegler Film unter dem Arbeitstitel Der Bauer und die Stewardess für die ARD Degeto produziert. Drehort der Außenaufnahmen war vorwiegend St. Peter im Hochschwarzwald.

## Kritik
„Dann lieber echte Ferien auf dem Bauernhof“

„Klischeeüberladen, aber geht zu Herzen“

„Schwarzwaldliebe schreckt vor keinem Klischee zurück.“